# انسان ماهر
انسان ماهر (زبردست) یا انسان هابیلی از گونهٔ انسان تباران است که در عصر گلاسین و اوایل عصر کالابرین در دور زمین‌شناسی پلیستوسن یعنی زمانی حدود ۲٫۱ تا ۱٫۵ میلیون سال پیش زندگی می‌کرده‌است.
نمونهٔ مرجع، (فسیل) OH7 است که در سال ۱۹۶۰ در تنگ الداوی در تانزانیا کشف شد، محلی که نخستین ابزار سنگی الداویایی نیز در آن کشف شده‌است. در ۱۹۶۴ این فسیل‌ها به عنوان گونهٔ جدیدی از سردهٔ انسان شناسایی شد و نام دوبخشی انسان ماهر به لاتین H. habilis (انسان ماهر) داده شد.
انسان ماهر در ظاهر و ریخت‌شناسی در مقایسه با سایر گونه‌های (زیرشاخه‌های) سرده انسان، کمترین شباهت را به انسان مدرن داشته (به جز انسان رودولفی که طبقه‌بندی آن نیز به همین اندازه مورد بحث می‌باشد) و دسته‌بندی آن به عنوان یکی از زیرشاخه‌های انسان سرده از زمان پیدایش آن در دهه ۱۹۶۰ محل مناقشه و اختلاف نظر بوده‌است.
LD350-1، فسیل استخوان آرواره‌ای که در سال ۲۰۱۳ کشف شد و قدمت آن به ۲٫۸ میلیون سال می‌رسد، احتمال می‌رود که متعلق به گونهٔ حد فاصل جنوبی کپی و انسان ماهر باشد.

## طبقه‌بندی
از زمان کشف آن، استدلال می‌شد که انسان ماهر باید به خاطر برخی از ویژگی‌های نسبی به دست آمده، دوباره به عنوان اندازه کوچک جنوبی‌کپی (سردهٔ منقرض شده‌ای از انسان‌تباران) طبقه‌بندی شود.
لوییس و ماری لیکی نخستین کسانی بودند که انسان ماهر را در سال ۱۹۵۵ کشف کردند و اولین بار به‌طور رسمی توسط برخی از سنگواره‌شناسان از جمله آقای لیکی، فیلیپ و. توبیاس، و جان ر. نپیر بر اساس استخوان فک با استفاده از برخی دندان‌های یک فک، قطعات استخوان آهیانه و استخوان‌های دست نوجوانی که در یک میلیون سال پیش در منطقهOH 7 پیدا کردند، به شرح این اصطلاح پرداختند. به توصیه ریموند دارت، انسان‌شناس آفریقای جنوبی، کلمه habilis که یک لغت لاتین است، به معنی «توانمند، سودمند، ذهنی، ماهر و نیرومند» می‌باشد.

## ویژگی‌ها

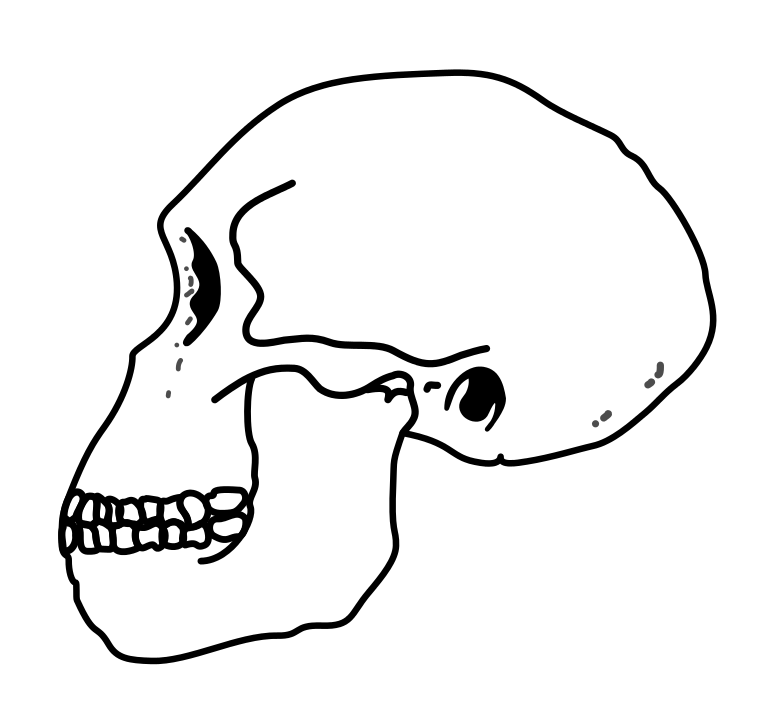
جمجمه انسان ماهر

نشان داده شده‌است که اندازه مغز انسان ماهر بین ۵۵۰ سانتی‌متر مکعب (۳۴ اینچ مکعب) تا ۶۸۷ سانتی‌متر مکعب (۴۱٫۹ اینچ مکعب) بوده‌است نه بین ۳۶۳ سانتی‌متر مکعب (۲۲٫۲ اینچ مکعب) تا ۶۰۰ سانتی‌متر مکعب (۳۷ اینچ مکعب) که در گذشته پنداشته می‌شده.
یک بازسازی مجازی که در سال ۲۰۱۵ منتشر شد، حجم غدد درون ریز را بین ۷۲۹ میلی لیتر (25.7 imp fl oz، 24.7 US fl oz) و 824 ml (29.0 imp fl oz، 27.9 fl fl oz)، تخمین زده‌است بزرگتر از هر مقدار که قبلاً منتشر شده‌است. اندازه متوسط مغز آنها حدود ۴۵٪ بیشتر از استرالوپیتکوس و ۲۵٪ بیشتر از پارانتروپوس بود.
مطالعه ای در سال ۲۰۱۸ روی آناتومی جنوبی‌کپی سدیبا نشان داد که جنوبی‌کپی سدیبا از انسان ماهر و جنوبی‌کپی آفریقایی متمایز بوده اما همچنان نقاط مشترک فراوانی دارند.

## فرهنگ
انسان ماهر با صنعت ابزار سنگی قدیمی الدوایی در تنگه اُلدُوای که تنگه‌ای در شمال تانزانیا و دریاچه تورکانا کنیا است، شناخته می‌شود. آنها به احتمال زیاد از این ابزارها برای شکار و به دست آوردن پوست جانوران استفاده می‌کردند. پیش از این تصور می‌شد که انسان ماهر نخستین جد انسانی است که از ابزارهای سنگی استفاده کرده‌است، اما جنوبی‌کپی‌ها نیز با ابزارهایی همراه بوده‌اند، مانند جنوبی‌کپی‌های گارهی که مربوط به ۲٫۶ میلیون سال پیش هستند، صنعت ابزار سنگ ۳٫۳میلیون ساله لومکوی (نام منطقه‌ای در کنیا)، و برخی شواهد نشان‌دهنده وجود ابزاری مربوط به حدود ۳٫۴ میلیون سال پیش می‌باشد که برای قصابی و شکار مورد استفاده قرار می‌گیرد.
تصور می‌شود که ابزارهایی که توسط انسان ماهر استفاده می‌شد در ابتدا به جای جلوگیری از شکار شدن یا برای شکار کردن، برای تمیز کردن بوده‌است، برای مثال برای جدا کردن گوشت از لاشه (فرضیه لاشخور). ممکن بود آنها با لاشخورهای دیگر مواجهه شوند که لاشه‌ها را از شکارچیان کوچکتر محیطشان مانند شغال یا یوزپلنگ به سرقت برده باشند. میوه نیز احتمالاً یکی از مؤلفه‌های مهم رژیم غذایی بوده چرا که با قرار گرفتن مکرر دندان در معرض اسیدیته موجب فرسایش دندان می‌شود.
بر اساس تجزیه و تحلیل بافت ریز موج دندان، احتمالاً انسان ماهر (همانند دیگر انسان‌های اولیه) به‌طور مرتب غذاهای سخت مصرف نمی‌کرده‌است. پیچیدگی بافت ریز موج، به‌طور متوسط نشان می‌دهد که آنها رژیمی نیمه سخت داشته یعنی بین مواد غذایی سخت و مواد غذایی برگ گونه (folivores) داشته‌اند و رژیمشان به‌طور فزاینده ای شامل همه چیز خواری می‌شود.
به‌طور کلی تصور می‌شود که میزان هوش و سازمان بندی اجتماعی انسان ماهر پیچیده‌تر از جنوبی کپی‌ها یا شامپانزه‌های معمولی بوده‌است. پاهای بلند در انسان ماهر به معنی سفرها و حرکت‌ها در مسافت‌های بیشتر می‌باشد.

## بوم‌شناسی جهان پیشین
به نظر می‌رسد انسان ماهر و دیگر انسانان، توسط گوشت خواران عظیم‌الجثه آن زمان همانند کفتار شکارچی Chasmaporthetes nitidula، پلنگ‌ها، گربه دندان خنجری دینوفلیس‌ها و بزرگ جانوران و بلکه کروکدیل‌هایی چون کروکدیل آنتروپوفاگوس شکار می‌شدند.
انسان ماهر به علت بهره بردن از استفاده پیشرفته از ابزار، همزمان با دیگر انسان گونه‌ها به نام انسان ماهر پرامردم زندگی می‌کرده‌است. انسان ماهر همچنین همزمان با انسان خردمند حدود ۱٫۸ میلیون سال پیش نیز زندگی کرده‌است.

## طبقه‌بندی در سردهٔ انسان

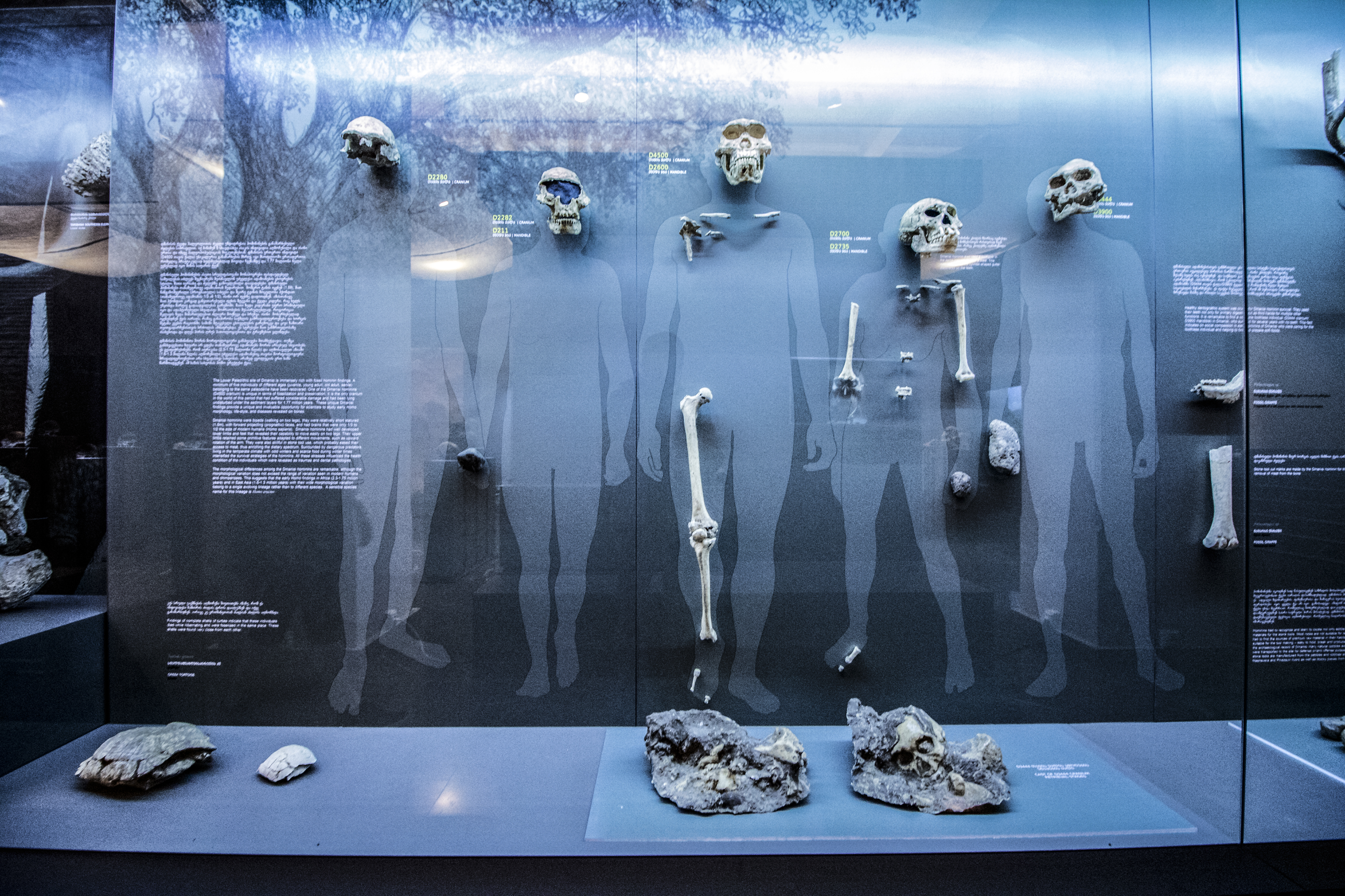
موزه ملی گرجستان، بخش فسیل‌های سر انسان

میان پژوهشگران ودانشمندان بحث‌های بسیاری در خصوص طبقه‌بندی این گونه در گروه انسان (سرده) یا جنوبی کپی وجود دارد. اندازهٔ کوچک و وجود نشانه‌های بدویت، تعدادی از متخصصین، از جمله ریچارد لیکی را بر آن داشته‌است که انسان ماهر را از گونهٔ انسان سرده خارج کرده و در طبقهٔ جنوبی کپی تحت عنوان جنوبی کپی ماهر جای دهند.
لوئیس لیکی (پدر ریچارد لیکی) دیرین‌مردم‌شناس بریتانیایی، کسی که نخستین بار احتمال وجود انسان ماهر را مطرح کرد و همسرش ماری لیکی اولین نشانه‌های انسان ماهر را کشف کردند: دو دندان همونین.
این دندان‌ها بعداً به عنوان «دندان شیری» شناخته شدند و بر خلاف دندان دائمی استفاده از آن به عنوان مبنای ارتباط با سرده ممکن نبود، اما ماری لیکی در ۱۹۵۹ جمجمهٔ یک بزرگسال جوان را بازیابی نمود که مغزی کوچک، صورتی دراز، دندان‌های نیش کوچک و دندان‌های جونده بزرگ داشت و از همین رو «مرد فندق‌شکن» نامیده شد.
انسان ماهر کوتاه بود و در مقایسه با انسان مدرن به شکلی نامتناسب بازوانی دراز داشت، اما پیشانی او در مقایسه با جنوبی کپی کمتر برآمده بود. حجم جمجمه انسان ماهر نیز اندکی کمتر از نصف جمجمه انسان مدرن بود. علی‌رغم ریخت بدنی جانور (میمون) گونه، غالباً در کنار بازمانده‌های انسان ماهر ابزار سنگی اولیه یافت شده‌است (تنگ الداوی در تانزانیا و دریاچهٔ تورکانا در کنیا).
انسان ماهر غالباً به عنوان اجدادِ گرسیل‌ها یا انسان کارورز شناخته می‌شوند که خود اجداد انسان راست قامت هستند.
مباحثات پیرامون صحت گروه‌بندی فسیل‌های یافته شده تحت یک گروه مجزا ادامه یافت. دسته‌ای از دیرین‌مردم‌شناسان اعتقاد داشتند که این آرایه اصولاً نامعتبر بوده و فسیل‌های دسته‌بندی‌شده تحت این گروه همگی ترکیبی از گونه‌های جنوبی کپی و انسان سرده هستند.
در سال ۲۰۰۷ یافته‌های جدید این نظریه که انسان ماهر و انسان راست قامت هم‌زمان می‌زیسته‌اند را تأیید کرد و این باور که این دو گروه، نوادگان جداگانه از یک جد (نیا) هستند را اثبات نمود و این نظریه را که انسان ماهر سلف یا جد انسان راست‌قامت است، باطل کرد.
نظریهٔ دیگر در خصوص رابطهٔ اجدادی انسان ماهر و انسان راست‌قامت ارائه شده‌است مبنی بر اینکه این رابطه کلدوژنتیک بوده و نه آناژنتیک. به این معنا که زیر شاخه‌ای از انسان‌های ماهر به مرور به انسان راست‌قامت تبدیل شده‌اند و زیر شاخه‌ای دیگر تا زمان انقراض بدون تغییر به صورت انسان ماهر ادامهٔ نسل داده‌اند.
اندازه مغز انسان ماهر، نه ۳۶۳ تا ۶۰۰ سی‌سی، آنچنان که قبلاً تصور می‌شد بلکه ۵۵۰ تا ۶۸۷ سی‌سی بوده‌است. یک بازسازی مجازی منتشر شده در سال ۲۰۱۵ حجم کلی جمجمه را ۷۲۹ تا ۸۲۴ میلی‌لیتر ارزیابی کرد که بزرگتر از برآوردهای قبلی بود. حجم مغز انسان ماهر با اندازه متوسط ۶۴۰ حدوداً ۵۰٪ بزرگتر از مغز جنوبی کپی اما به میزان قابل ملاحظه‌ای کوچکتر از مغز انسان خردمند با حجم ۱۳۵۰ تا ۱۴۵۰ سی‌سی است. این انسان‌تبارها با قدی ۱٫۳ متر (۳ فوت و۴ اینچ) کوچکتر از انسان مدرن بوده‌اند.
در سال ۲۰۱۳بخشی از فسیل استخوان آرواره متعلق به ۲٫۸ میلیون سال قبل در منطقه تحقیقاتی لدی- گرو در استان عفر کشف شد. این نمونه قدیمی‌ترین مدرک به دست آمده از انسان (سرده) تاکنون می‌باشد و به نظر می‌رسد متعلق به گونه‌ای حد فاصل جنوبی کپی و انسان ماهر باشد. گونهٔ مورد بحث در دوران پس از تغییر اقلیم در این منطقه می‌زیسته، تغییری که جنگل‌ها و آبراهه‌ها را به دشت‌های هموار و بی‌درخت تبدیل کرد.

## فسیل‌ها

### OH62
یک مجموعهٔ فسیلی (OH62، مخفف هومونین الداوی نمونهٔ ۶۲) توسط دونالد جانسون و تیم وایت در تنگه الداوی به سال ۱۹۸۶ کشف شد. مجموعه‌ای متشکل از استخوان‌هایی مهم از دنده‌های فوقانی و تحتانی و همچنین استخوان بازو و ران که این یافته‌ها در آن زمان مباحث بسیاری برانگیخت.
مکانیزم حرکتی نمونه OH62 بیشتر مبتنی بر ارتباط دندهٔ پیشین و دندهٔ عقبی تشخیص داده شد که مشابه رفتارهای حرکتی گونه‌های بدوی بود. تحلیل‌های اولیه عمدتاً بر مبنای مقایسه با نمونه جنوبی کپی عفاری AL.288 «لوسی» متمرکز بود. بر اساس ابعاد استخوان‌ها –اندازه‌گیری شده یا تخمین‌زده‌شده– طول استخوان‌های فوقانی OH62 مساوی یا بلندتر از AL288 بود، در حالی که استخوان‌های تحتانی (به ویژه استخوان ران) کوتاه‌تر بود.
با استناد به طول استخوان بازو، ۲۶۴ میلی‌متر و طول تخمینی استخوان ران «نه چندان بزرگ‌تر از AL288-1 به طول ۲۸۰ میلی‌متر» ضریب هومروفمورال humerofemoral (طول بازو تقسیم بر طول ران ضرب در ۱۰۰) حدود ۹۵٪ به دست می‌آید که بیشتر با شامپانزه‌های مدرن با ضریب ۱٫۰۰ مشابهت دارد تا انسان مدرن با ضریب متوسط ۰٫۷۲. از این نظر در مقایسه با جنوبی کپی عفاری با ضریب ۰٫۸۵، نمونهٔ OH62 بیشتر بدوی واولیه به حساب می‌آید.

### KNMER1813
KNMER1813 یک استخوان جمجمه نسبتاً کامل با قدمت ۱٫۹ میلیون سال است که در سال ۱۹۷۳ توسط کامویا کمیو در منطقه کوبی فوراً در کنیا کشف شد و با حجم مغز ۵۱۰ سی سی در مقایسه با نمونه‌های قبلی نمونهٔ شاخصی به حساب نمی‌آمد.

### OH24
OH24 (تویگی) یک استخوان جمجمهٔ تغییر شکل یافته با قدمت ۱٫۸ میلیون سال است که در اکتبر ۱۹۶۸ در تنگه الداوی در تانزانیا کشف شد. حجم مغز کمی کوچکتر از ۶۰۰ سی سی بوده و پیشانی آن در مقایسه با نمونه‌های بدوی‌ترِ جنوبی کپی، برآمدگی کمتری دارد.

### OH7
OH7 با قدمت ۱٫۷۵ میلیون سال که توسط ماری و لویس لیکی در ۴ نوامبر ۱۹۶۰ در تنگه الداوی در تانزانیا کشف شد. این فسیل از یک استخوان آرواره تحتانی کامل با دندان تشکیل شده که با توجه به سایز کوچک دندان، محققان حجم مغز این موجود نوجوان را ۳۶۳ سی‌سی تخمین زده‌اند. به همراه این مجموعه حدود ۲۰ تکه استخوان دست چپ نیز به دست آمد. توبیاس و نایپر در شناسایی و کلاسه‌بندی گونهٔ فسیل همکاری داشتند.

### KNMER 1805
KNMER 1805 نمونه‌ای است متعلق به انسان ماهر بزرگ‌سال با قدمت ۱٫۷۴ میلیون سال و متشکل از سه بخش از استخوان جمجمه که در کوبی فورای کنیا کشف شد. سابقاً با توجه به نوع پیش‌آمدگی چانه و شکل جمجمه تصور می‌شد که این نمونه به یک انسان راست‌قامت تعلق داشته باشد.

## رژیم غذایی
براساس تحلیل‌های مایکروویر(Microwear-Texture Analysis) بافت دندانی انسان ماهر (همانند سایر گونه‌های اولیهٔ ردهٔ انسان سرده از انسان‌تبارها) به احتمال قوی برای استفاده از غذاهای سفت مناسب نبوده‌است. ترکیب متوسط نسوج مایکرویر، انسان ماهر را در بازه‌ای بین تغذیه‌کنندگان از غذاهای سفت و برگ‌خواران جای می‌دهد.
این محاسبات، نتیجهٔ تحلیل درصد خلل در ساختار سطحی دندان (تناوب و عمق پوسیدگی دندان ناشی از مصرف نوع بخصوصی از مواد غذایی) می‌باشد. اندازه‌گیری دوام رویهٔ دندانی در یک گونه با توجه به مصرف نوع خاص مواد غذایی آن گونه، شیوه‌ای به شدت مرسوم بوده و از این رو قابل استناد می‌باشد. این اندازه‌گیری‌ها دلالت بر آن دارد که رژیم غذایی انسان ماهر در گذر زمان غذاهای متنوعی را در برمی‌گرفته و او موجودی همه‌چیزخوار به‌شمار می‌آمده‌است.

## تفسیرها
گمان می‌رود که انسان ماهر در استفاده از ابزار سنگی الدوایی متعلق به پارینه سنگی زیرین، استاد بوده و از ورقه‌های سنگی استفاده می‌کرده‌است. او این ابزار را برای قصابی و کندن پوست حیوانات به کار می‌برده. این ورقه‌های سنگی پیشرفته‌تر از انواع پیشین خود بودند و به انسان ماهر این امکان را دادند که در نبرد بر ضد نخستی سانان برای تسخیر محیط زیست اطراف فاتح میدان باشد.
این نظریه که آیا انسان ماهر، نخستین گونه از هومنین‌ها بوده که فناوری ابزار سنگی را به کار برده هنوز محل مناقشه است، چنان‌که در مجاورت جنوبی کپی گارهی نیز با قدمت ۲٫۶ میلیون سال، ابزار سنگی کشف شده‌است.
اتصال استخوان مفصل دنده پیشین به دنده پشتی در انسان ماهر مشابه عفاری‌های اولیه بوده که کمتر شبیه انسان‌هاست. این بدین معناست که شاید انسان خردمند برخلاف باورهای موجود، چندان مشابه انسان ماهر نبوده. حال آنکه تناسبات بدنی انسان ماهر مطابق با شواهد کارنیودنتال (مطالعه استخوان فک و جمجمه) مشابهت بیشتری با انسان راست‌قامت را نشان می‌دهد.
غالب متخصصین بر این باورند که هوش و سازماندهی اجتماعی در انسان‌های ماهر بسیار تکامل‌یافته‌تر و آگاهانه‌تر از نمونه‌های مشابه در جنوبی‌کپی‌ها و شامپانزه‌ها بوده‌است. انسان ماهر در ابتدا از ابزار برای در هم شکستن و شکافتن استفاده می‌کرده، مثلاً برای دریدن گوشت مردار و نه برای دفاع یا شکار؛ لذا علی‌رغم استفاده از ابزار، انسان ماهر شکارچی موفقی نبوده‌است، برخلاف خواهرانش (احتمالاً منظور انسان راست‌قامت است) یا به تعبیر برخی نوادگانش.
بنا بر شواهد فسیلی فراوان موجود، انسان ماهر قوت غالب حیوانات شکارچی بزرگ مانند دینوفلیس‌ها بوده، نوعی گربهٔ شکارچی عظیم‌الجثه با دندان‌های بزرگ و بیرون‌زده با اندازه‌ای مشابه جگوار.
انسان ماهر با گونه‌های دیگری از نخستی‌سانانِ دوپای انسان‌گونه، همزیستی داشته که از آن جمله می‌توان به گونهٔ پرامردم بویسی اشاره کرد که گمان می‌رود این همزیستی چندین هزار سال ادامه داشته‌است.
احتمالاً انسان ماهر به علت ابداع سریع‌تر ابزار و نوع رژیم غذایی متنوع‌تر توانسته‌است بقای خود و گونه‌های دیگر نوادگانش را تضمین نماید، حال آن که پرامردم بویسی و سایر گونه‌های پرامردمی از مجموعهٔ فسیلی ناپدید شده‌اند. (FOSSIL RECORD)
انسان ماهر همچنین برای دوره‌ای به طول ۵۰۰۰۰۰ سال با انسان راست‌قامت در آفریقا همزیستی داشته‌است.